# Laurent Joly

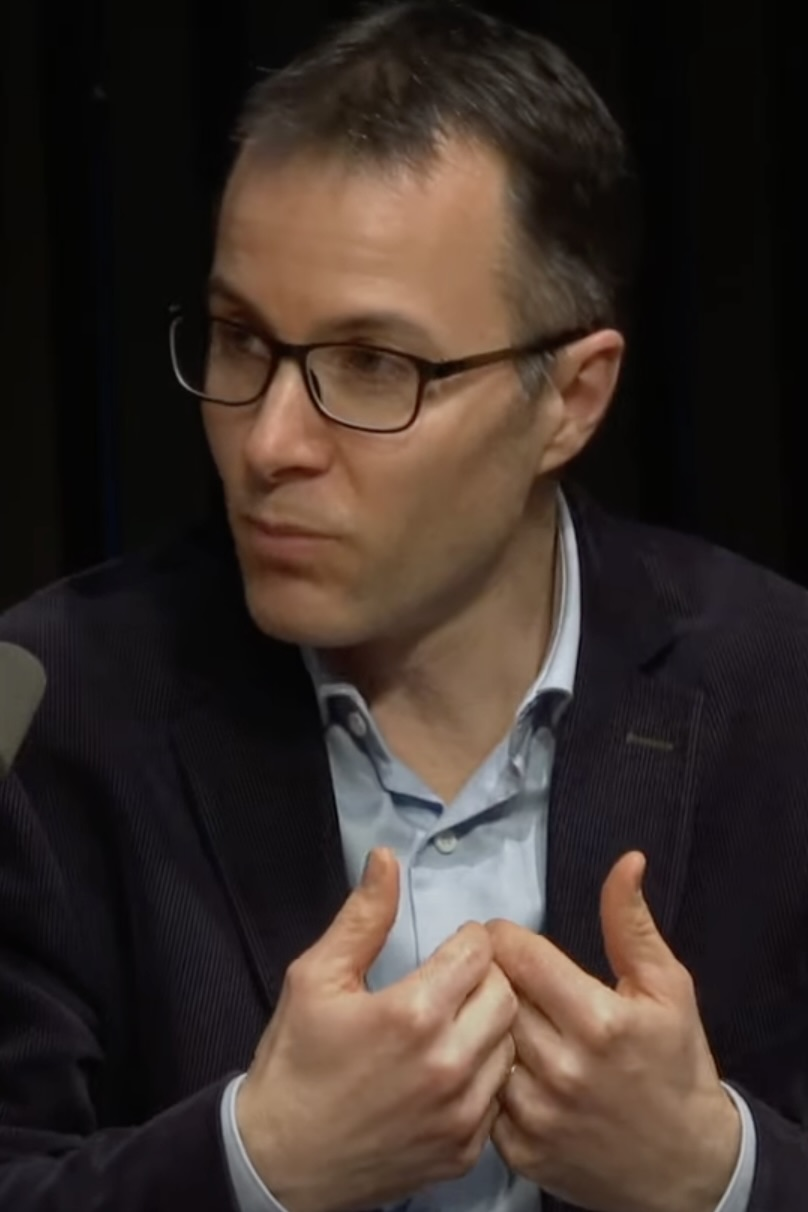
Laurent Joly

Laurent Joly (* 26. Juli 1976) ist ein französischer Historiker und Directeur de recherche am CNRS. Er ist Spezialist für den Antisemitismus während des Vichy-Regimes.

## Leben

### Ausbildung
Laurent Joly studierte an der Geschichtswissenschaftlichen Fakultät der Universität Straßburg. 2004 wurde er in Geschichte an der Universität Panthéon-Sorbonne mit einer von Pascal Ory betreuten Dissertations über Vichy und das Generalkommissariat für jüdische Fragen (Vichy et le commissariat général aux questions juives : contribution à l'histoire de la Shoah en France : 1941–1944) promoviert.

### Universitäre Karriere
2006 bekam Joly eine Anstellung als Forscher beim CNRS. Er arbeitete zunächst bis 2015 am Centre de recherche d'histoire quantitative der Universität Caen, dann am Centre de recherches historiques de l'École des hautes études en sciences sociales. Im Januar 2015 wurde er an der École nationale des chartes mit einer Arbeit über die Entstehung der Action française (Naissance de l’Action française. Maurice Barrès, Charles Maurras et l’extrême droite nationaliste au tournant du XXe siècle) habilitiert. Ebenfalls 2015 erhielt er den Rang eines Directeur de recherche am CNRS.
2017 erarbeitete Joly mit dem Filmemacher David Korn-Brzoza den Dokumentarfilm La Police de Vichy, der, gestützt auf bis dahin unveröffentlichtes Archivmaterial, eine dunkle Zeit der französischen Polizei und der Kollaboration mit dem nationalsozialistischen Deutschland aufarbeitet.
Joly ist Mitglied des Comité d’histoire de la ville de Paris. Im März 2023 wurde er außerdem zum Vorsitzenden des wissenschaftlichen Beirats der Gedenkstätte Camp de Rivesaltes berufen.
Der Soziologe Marc Joly ist Laurent Jolys Bruder.

## Publikationen
- Xavier Vallat (1891–1972). Du nationalisme chrétien à l'antisémitisme d'État, Paris, Grasset, 2001, 446 S., ISBN 978-2-246-60831-8.
- Darquier de Pellepoix et l'antisémitisme français, Paris, Berg International, 2002, 199 S. ISBN 2-911289-49-8.
- Vichy dans la « Solution finale ». Histoire du Commissariat général aux questions juives (1941–1944) (en guise de publication de sa thèse), Paris, Grasset, 2006, 1014 S. ISBN 2-246-63841-0.
- zusammen mit Tal Bruttmann: La France antijuive de 1936. L'agression de Léon Blum à la Chambre des députés, Sainte-Marguerite-sur-Mer, éditions des Équateurs, 2006, 238 S. ISBN 2-246-60831-7. Erneut aufgelegt: CNRS Éditions, N° 146, 2016
- L'Antisémitisme de bureau. Enquête au cœur de la Préfecture de police de Paris et du Commissariat général aux questions juives (1940–1944), Paris, Grasset, 2011, 444 S. ISBN 978-2-246-73691-2.
- Les Collabos. Treize portraits d'après les archives des services secrets de Vichy, des RG et de l'Épuration, Paris, Les Échappés, 2011, 125 S. ISBN 978-2-35766-045-8.
- La Délation dans la France des années noires, Éditions Perrin, 2012, 384 S. (ISBN 9782262034818)
- Naissance de l'Action française. Maurice Barrès, Charles Maurras et l'extrême droite nationaliste au tournant du xxe siècle, Paris, Grasset, 2015, 371 S. ISBN 978-2-246-81160-2, [présentation en ligne], [présentation en ligne]
- Dénoncer les Juifs sous l'Occupation : Paris, 1940–1944, Paris, CNRS Éditions, coll. « Seconde guerre mondiale », 2017, 230 S. ISBN 978-2-271-09432-2.
- L'État contre les Juifs : Vichy, les nazis et la persécution antisémite, Paris, Grasset, 2018, 368 S. ISBN 978-2-246-86299-4.[9][10]
- Cabu. La Rafle du Vel D'Hiv (présentation des dessins), Paris, Éditions Tallandier, 2022, 56 S. ISBN 979-10-210-5398-4.
- La Falsification de l'histoire. Éric Zemmour, l'extrême droite, Vichy et les Juifs, Paris, Grasset, 2022, 140 S. ISBN 978-2-246-83081-8.
- La Rafle du Vel d'Hiv. Paris, juillet 1942, Paris, Grasset, Reihe « Essais et documents », 2022, 400 S. ISBN 978-2-246-82779-5.
- La France et la Shoah. L'occupant, les victimes, l'opinion (1940–1944), Paris, Calmann-Lévy, 2023, 556 S. ISBN 978-2-7021-8512-4.
- Le Savoir des victimes. Comment on a écrit l'histoire de Vichy et du génocide des juifs de 1945 à nos jours, Paris, Grasset, Reihe « Essais et documents », 2025, 448 S. ISBN 978-2-246-82399-5.